# Como Nossos Pais
"Como Nossos Pais" é uma canção composta por Belchior, lançada no álbum Alucinação, de 1976, mas que fez sucesso na voz de Elis Regina, que a gravou no aclamado álbum Falso Brilhante, também de 1976. Composta em meio à ditadura militar brasileira, a letra retrata a desilusão de uma juventude reprimida, mas também fala de esperança e luta por mudanças e também sobre os conflitos de gerações.
Considerada um dos maiores clássicos da música brasileira, ela aparece na posição 43 entre As 100 Maiores Músicas Brasileiras pela Rolling Stone Brasil.
Segundo um levantamento feito pelo Escritório Central de Arrecadação e Distribuição (ECAD) sobre as obras musicais interpretadas por Elis Regina, "Como Nossos Pais" foi a música interpretada pela cantora mais tocada de 2010 a 2014.

## Versão da Elis
Em 1976, o cantor Belchior mostrou para Elis a música Como Nossos Pais, que fez Elis se sentir maravilhado com a música, que fez ela gravar uma próprio versão da música, que foi colocado no álbum Falso Brilhante.
A versão da Elis se tornou a versão mais popular da música, sendo usado em um comercial da Volkswagen.
Aparte dessa versão pela Elis Regina, existe outros covers notáveis como uma feita pela filha da Elis Regina, Maria Rita, e uma feita pela Pitty.